# Le Sel de la terre noire
Pour plus de détails, voir Fiche technique et Distribution.
Le Sel de la terre noire (Sól ziemi czarnej) est un film polonais réalisé par Kazimierz Kutz, sorti en 1970.
C'est le premier film d'une trilogie qui se poursuit avec les films La Perle de la couronne et Les Grains du rosaire.

## Fiche technique
- Titre original : Sól ziemi czarnej
- Titre français : Le Sel de la terre noire
- Réalisation et scénario : Kazimierz Kutz
- Costumes : Maria Karmolinska
- Photographie : Wiesław Zdort
- Montage : Irena Chorynska
- Musique : Wojciech Kilar
- Pays d'origine : Pologne
- Format : Couleurs - 35 mm - Mono
- Genre : drame, guerre
- Durée : 99 minutes
- Date de sortie :
  - Pologne : 6 mars 1970

## Distribution
- Olgierd Łukaszewicz : Gabriel Basista
- Jan Englert : Erwin Maliniok
- Jerzy Bińczycki : Bernard Basista
- Jerzy Cnota : Euzebin Basista
- Wiesław Dymny : Franek Basista
- Bernard Krawczyk : Dominik Basista
- Andrzej Wilk : Alojz Basista
- Antoni Zwyrtek : père Basista
- Izabella Kozłowska : infirmière
- Jerzy Łukaszewicz : Cyryl Basista
- Daniel Olbrychski : lieutenant Stefan Sowinski